# Ciclo di Born-Haber

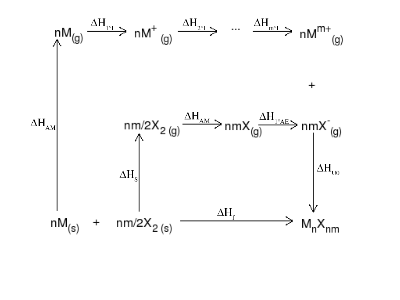
Ciclo di Born-Haber per un generico composto ionico di un metallo e un alogeno

Il ciclo di Born-Haber, che prende il nome dai suoi due sviluppatori, gli scienziati tedeschi Max Born e Fritz Haber, è un approccio nell'analisi delle energie di reazione. Consiste in uno schema che rappresenta due "cammini" ideali che portano alla formazione di un composto ionico dalla reazione dei suoi componenti allo stato elementare: un cammino diretto ed uno che passa attraverso una serie di reazioni intermedie.

## Descrizione
Lo schema è solo una costruzione mentale; infatti, principalmente per ragioni cinetiche, la formazione dei composti ionici segue una strada con intermedi diversi da quelli rappresentati nel ciclo di Born-Haber. L'utilità del ciclo di Born-Haber si evidenzia considerando le entalpie di reazione di ogni reazione del ciclo. L'entalpia è una funzione di stato termodinamica, quindi la variazione di entalpia dipende solo dallo stato iniziale e finale che nel caso di una trasformazione ciclica sono coincidenti, con il risultato che la variazione di entalpia totale risulta uguale a zero. Questo, nel caso del ciclo di Born-Haber, significa che l'entalpia di formazione {\displaystyle \Delta H_{f}}, che è l'entalpia del cammino "diretto", è uguale alla somma delle entalpie delle reazioni intermedie dell'altro possibile cammino:
{\displaystyle \Delta H_{f}=n\Delta H_{AM(M)}+\sum _{j}n\Delta H_{j^{\circ }I}+{\frac {nm}{2\Delta H_{s}}}+{\frac {nm}{2\Delta H_{AM(X)}}}+nm\Delta H_{1^{\circ }AE}+n\Delta H_{U0}}
Scomponendo il ciclo di Born-Haber, si evidenziano i seguenti passaggi:
1. L'entalpia di atomizzazione standard del metallo {\displaystyle (\Delta H_{AM(M)})}
2. Le varie entalpie di ionizzazione degli atomi del metallo {\displaystyle (\Delta H_{j^{\circ }I})}
3. L'entalpia di sublimazione o di ebollizione dell'alogeno {\displaystyle (\Delta H_{s})}
4. L'entalpia di atomizzazione dell'alogeno gassoso {\displaystyle (\Delta H_{AM(X)})}
5. L'entalpia di 1° affinità elettronica degli atomi dell'alogeno {\displaystyle (\Delta H_{1^{\circ }AE})}
6. L'entalpia di formazione del reticolo ionico a partire dai due ioni gassosi {\displaystyle (\Delta H_{U0})}

La somma algebrica delle entalpie sopra descritte fornisce l'entalpia di formazione del sale {\displaystyle (\Delta H_{f})}
In generale, per i cicli di Born-Haber c'è una differenza trascurabile fra l'energia e l'entalpia (fattore RT per mole); per cui, ad esempio, l'entalpia di 1ª ionizzazione si approssima all'energia di 1ª ionizzazione. Questo permette di misurare la 1ª e la 3ª entalpia per via termochimica, mentre le energie ai punti 2, 4 e 5 si possono misurare per via spettroscopica e approssimare all'entalpia; la 6ª entalpia si può approssimare all'energia calcolata con l'equazione di Born-Landé.
Considerando tutti i reagenti e tutti i prodotti di tutte le reazioni del ciclo allo stato-standard, si può calcolare l'entalpia di formazione standard del composto ionico in questione:
{\displaystyle \Delta H_{f}^{0}=n\Delta H_{AM(M)}^{0}+\sum _{j}n\Delta H_{j^{\circ }I}^{0}+{\frac {nm}{2\Delta H_{s}^{0}}}+{\frac {nm}{2\Delta H_{AM(X)}^{0}}}+nm\Delta H_{1^{\circ }AE}^{0}+n\Delta H_{U0}^{0}}